# Khalid Lachheb
Khalid Lachheb, né le 16 janvier 1975 à Rennes (Ille-et-Vilaine), est un athlète français spécialiste du saut à la perche, champion d'Europe junior de la discipline en 1993, champion  du  monde  universitaire en 1997, et également ingénieur diplômé de l’École polytechnique.
Il est le frère jumeau de Taoufik Lachheb, pareillement perchiste, vice-champion d'Europe junior de la discipline en 1993 et polytechnicien de la même promotion 1995.

## Biographie

### Origines familiales
Taoufik et Khalid Lachheb naissent dans cet ordre le 16 janvier 1975 à Rennes (Ille-et-Vilaine) et sont les derniers enfants d’une famille d’origine marocaine de sept enfants. Leur père quitte Meknès (Maroc) en 1963 à vingt-et-un ans, pour la France, et s'établit ensuite à Rennes où il devient chef de chantier.

### Formation
Après le collège, les deux frères effectuent à partir de 1990, toujours ensemble et dans les mêmes classes, le second cycle de leur scolarité au lycée Chateaubriand de Rennes en section Sports Etudes Athlétisme. Ils obtiennent en 1993 un baccalauréat scientifique qui leur ouvre au même lycée la porte des classes préparatoires aux grandes écoles scientifiques.
Après deux ans de préparation, ils intègrent en 1995 simultanément l'École polytechnique, d'où ils sortent tous deux ingénieurs diplômés.

## Carrière sportive

### Débuts
Ils découvrent tous deux la perche en 1988 à l'occasion d'une semaine d'initiation organisée dans les collèges de Rennes par Alain Donias, à l'époque conseiller technique sportif détaché à la Fédération française d'athlétisme et qui va devenir leur premier entraîneur au Stade Rennais Athlétisme.

### Le Sports Études Athlétisme
Les frères jumeaux mènent de front études et saut à la perche, et en 1992, le duo rejoint l'équipe de Maurice Houvion.
En 1993, l’année du bac, Khalib est à Saint-Sébastien (Espagne) champion d'Europe junior de la discipline avec 5,40 m et Taoufik vice-champion d'Europe avec 5,35 m. À l'été 1994, avant de commencer la classe de Mathématiques spéciales, Taoufik fait troisième avec 5,30 m aux championnats du monde juniors à Lisbonne, au Portugal. Les deux frères interrompent ensuite les compétitions pour préparer les concours d’entrée aux grandes écoles d’ingénieurs.

### Les années Polytechnique
Les deux jumeaux recommencent à s'entraîner durant leur scolarité à l'École polytechnique sans demander le moindre aménagement puis reprennent la compétition en 1996, toujours sous la direction de Maurice Houvion.
Khalid est sélectionné par la FFA pour les Championnats du monde d'athlétisme 1997 d'Athènes, en Grèce ; Taoufik, blessé durant l'hiver, n'a pu reprendre la compétition à temps et franchir les 5,60 m requis pour accompagner son frère.
Khalid est éliminé dès les qualifications, avec un saut à 5,60 m alors que la barre qualificative est 5,70 m mais quelque trois semaines après, il devient champion  du  monde  universitaire à Catane (Italie) avec 5,70 m.

### Après Polytechnique
En 1998, immédiatement après les championnats d'Europe d'athlétisme à Budapest en Hongrie qui l'ont vu terminer cinquième avec 5,60 m, Khalid établit le 25 août au stade olympique de la Pontaise à Lausanne (Suisse) son record personnel en plein-air avec un saut à 5,80 m, ce qui le place, à l’époque, parmi les cinquante meilleurs perchistes de tous les temps et neuvième meilleur français du siècle.
L’année suivante, le 6 mars 1999 à Soissons (Aisne), Taoufik saute 5,72 m en salle.
Ils ne feront jamais mieux, même si en 2001 Khalid fait troisième aux Jeux méditerranéens de 2001 avec 5,40 m.

### Palmarès
| Date | Compétition                   | Lieu            | Résultat | Performance |
| ---- | ----------------------------- | --------------- | -------- | ----------- |
| 1993 | Championnats d'Europe juniors | Saint-Sébastien | 1er      | 5,40 m      |
| 1997 | Universiade d'été             | Catane          | 1er      | 5,70 m      |
| 1998 | Championnats d'Europe         | Budapest        | 5e       | 5,60 m      |
| 2001 | Jeux méditerranéens           | Radès           | 3e       | 5,40 m      |

### Records
| Saut à la perche | Performance | Lieu     | Date            |
| ---------------- | ----------- | -------- | --------------- |
| Plein air        | 5,80 m      | Lausanne | 25 août 1998    |
| En salle         | 5,60 m      | Liévin   | 14 janvier 1999 |
| En salle         | 5,60 m      | Faverges | 12 février 2000 |